# 아크릴 섬유

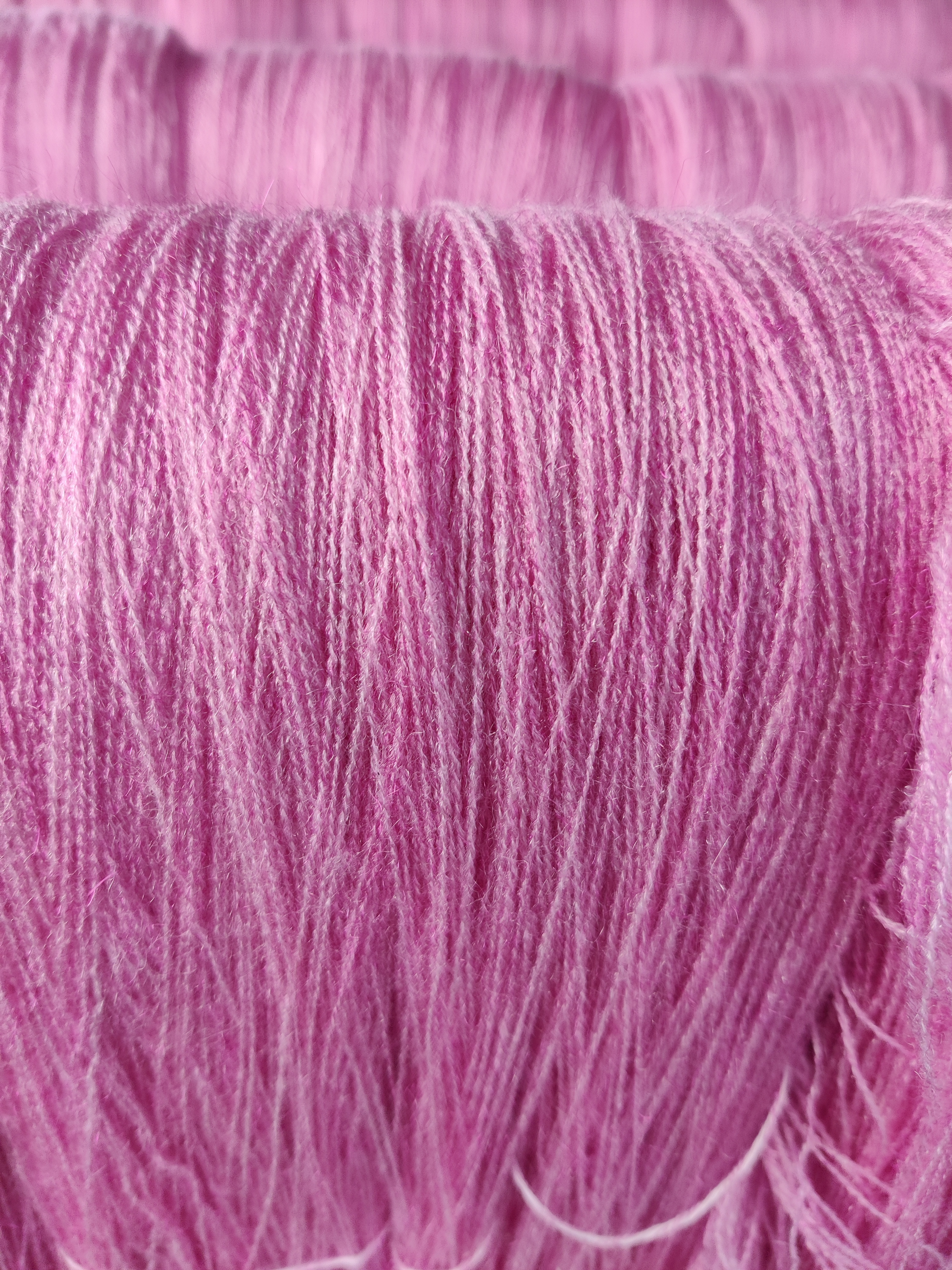
염색된 아크릴실

아크릴 섬유(acrylic fiber)는 아크릴로니트릴의 사슬 모양 중합체로, 폴리아크릴로니트릴로 만든다.  아크릴로니트릴은 종래 아세틸렌에 시안화수소를 첨가하여 만들었는데, 프로필렌으로 만드는 새로운 제조법이 개발되었다. 양모와 비슷한 촉감의 섬유로 보온성이 많고 가볍고 튼튼하므로, 양모 유사품으로서 수요가 많다.
듀퐁이 1941년 최초의 아크릴 섬유를 만들었으며 올론(Orlon)이라는 이름으로 상표화하였다. 1940년대 중순에 처음 개발되었으나 1950년대 이후 들어서야 대량으로 생산되었다.